# Макэвой, Чарли
Чарльз "Чарли" Патрик Макэво́й Младший (англ. Charles Patrick McAvoy Jr.; 21 декабря 1997, Лонг-Бич, Нью-Йорк, США) — американский профессиональный хоккеист, защитник клуба НХЛ «Бостон Брюинз».

## Карьера
Свою университетскую карьеру Чарли начал в 2013 году в системе юниорской сборной США, там он провёл 2 сезона . В 2015 году он перешёл в команду Университета Бостона, где играл в паре со своим будущим партнёром по команде НХЛ «Бостон Брюинз» Мэттом Гризликом.
В преддверии драфта НХЛ 2016 года Макэвой считался одним из 4-х лучших защитников-проспектов и по его итогам был выбран в 1-м раунде под общим 14-м номером клубом «Бостон Брюинз».
29 марта 2017 года Чарли закончил свою университетскую карьеру и подписал контракт с клубом АХЛ «Провиденс Брюинз», который входит в систему команды НХЛ «Бостон Брюинз». 10 апреля 2017 года он подписал начальный контракт новичка с «Бостоном».
Дебют Макэвоя в НХЛ состоялся 12 апреля 2017 года в матче плей-офф Кубка Стэнли в победном для «Брюинз» матче (2:1) против команды «Оттава Сенаторз». В этом плей-офф Чарли набрал 3 очка в 6 матчах и удостоился похвалы от легенды «Бостона», защитника Бобби Орра.
5 октября 2017 года Чарли дебютировал в регулярном чемпионате НХЛ и в первом же матче забил гол и сделал голевую передачу, произошло это в матче против команды «Нэшвилл Предаторз» (4:3). 18 декабря 2017 года, в матче против «Коламбус Блю Джекетс» Макэвой сделал свой первый в карьере хет-трик Горди Хоу, а матч закончился уверенной победой «Брюинз» 7:2. 21 февраля 2018 года он забил победный гол в овертайме матча против команды «Каролина Харрикейнз» и стал самым молодым защитником в истории «Брюинз», сделавшим это. После вылета Бостона во 2-м раунде из плей-офф Кубка Стэнли 2018 года он был вызван в сборную США на ЧМ-2018. По окончании сезона 2017/18 Макэвой попал в символическую сборную новичков лиги и занял 5-е место в голосовании за победителя приза Колдер Трофи, который вручается лучшем новичку сезона НХЛ.
В начале сезона 2018/19 Чарли получил сотрясение мозга в матче против команды «Эдмонтон Ойлерз» и пропустил 20 игр регулярного чемпионата. 7 мая 2019 года он был дисквалифицирован на 1 игру за удар в голову нападающего «Коламбус Блю Джекетс» Джоша Андерсона в матче 2-го раунда плей-офф Кубка Стэнли 2019 года, по этой причине он пропустил 1-й матч финала Восточной Конференции против «Каролины Харрикейнз».
15 сентября 2019 года Макэвой подписал контракт с «Бостоном» на три года и сумму 14,6 млн долларов.
15 октября 2021 года Чарли подписал новый долгосрочный контракт с «Брюинз» сроком на восемь лет и сумму 76 млн долларов.
В сезоне 2021/22 Макэвой попал во вторую символическую сборную по итогам регулярного чемпионата НХЛ.